# إيملي دايموند
إيملي دايموند (بالإنجليزية: Emily Diamond) هي عداءة سريعة بريطانية، ولدت في 11 يونيو 1991 في المملكة المتحدة.

## وصلات خارجية
- إيملي دايموند على موقع الاتحاد الدولي لألعاب القوى (الإنجليزية)
- إيملي دايموند على موقع الاتحاد الأوروبي لألعاب القوى (الإنجليزية)
- إيملي دايموند على موقع الاتحاد البريطاني لألعاب القوى (الإنجليزية)
- إيملي دايموند على موقع ThePowerOf10.info (الإنجليزية)
- إيملي دايموند على موقع الدوري الماسي (الإنجليزية)
- إيملي دايموند على موقع اللجنة الأولمبية الدولية (الإنجليزية)
- إيملي دايموند على موقع أوليمبيديا (الإنجليزية)
- إيملي دايموند على موقع اللجنة الأولمبية البريطانية (الإنجليزية)
- إيملي دايموند على موقع اتحاد ألعاب الكومنولث (مؤرشف) (الإنجليزية)